# Dorcadion albonotatum
Dorcadion albonotatum là một loài bọ cánh cứng trong họ Cerambycidae.